# البلايزة
قرية البليزة هي إحدى القرى التابعة لمركز أبو تيج في محافظة أسيوط في جمهورية مصر العربية. حسب إحصاءات سنة 2006، بلغ إجمالي السكان في البليزة 15161 نسمة، منهم 7811 رجل و7350 امرأة.